# Bullfight
Bullfight è un singolo del gruppo musicale statunitense A Day to Remember, il terzo estratto dal loro sesto album in studio Bad Vibrations, pubblicato il 24 luglio 2016.

## Video musicale
Il video ufficiale del brano, pubblicato il 16 agosto 2016 e diretto da Darren Doane, mostra l'artista Rob Prior che realizza dei disegni che denunciano i principali conflitti della storia dell'umanità come le guerre mondiali e in generale l'odio e la violenza.

## Tracce
Testi degli A Day to Remember.
Musiche di Jeremy McKinnon, Kevin Skaff e Neil Westfall.
1. Bullfight – 4:35

## Formazione
A Day to Remember
- Jeremy McKinnon – voce
- Kevin Skaff – chitarra solista, voce secondaria
- Neil Westfall – chitarra ritmica
- Joshua Woodard – basso
- Alex Shelnutt – batteria, percussioni

Produzione
- Bill Stevenson – produzione, ingegneria del suono
- Jason Livermore – produzione, ingegneria del suono
- Andrew Berlin – ingegneria del suono
- Andrew Wade – ingegneria del suono
- Chris Beeble – ingegneria del suono
- Andy Wallace – missaggio

## Classifiche
| Classifica (2017)             | Posizione massima |
| ----------------------------- | ----------------- |
| Stati Uniti (mainstream rock) | 18                |